# Ljubno ob Savinji
Ljubno ob Savinji es la ciudad más grande y el centro del municipio de Ljubno en el curso superior del río Savinja en Eslovenia . La ciudad se conoce como Ljubno ob Savinji para distinguirla de otros asentamientos llamados Ljubno . Tradicionalmente pertenecía a la región de Baja Estiria y ahora está incluida en la Región de Savinia. El asentamiento se mencionó por primera vez en documentos escritos que datan de 1247 y en 1442 fue referido a una ciudad comercial.